# هرگز خداحافظی نکن
هرگز خداحافظی نکن (انگلیسی: Never Said Goodbye) یک فیلم عاشقانه سال ۲۰۱۶ با بازی لی جون گی، ژو دونگیو و ایتن جوآن است. این فیلم محصول کره جنوبی و چین است. هرگز خداحافظی نکن در ۸ اوت ۲۰۱۶ در چین منتشر شد.